# Columban Luser
 (novembre 2015).
Si vous disposez d'ouvrages ou d'articles de référence ou si vous connaissez des sites web de qualité traitant du thème abordé ici, merci de compléter l'article en donnant les références utiles à sa vérifiabilité et en les liant à la section « Notes et références ».
Columban Luser, osb, né le 9 novembre 1955 à Seitzersdorf-Wolfpassing en Basse-Autriche, est l'actuel abbé de l'abbaye de Göttweig.

## Biographie
Il est baptisé Gerhard (Gérard) et passe sa prime jeunesse à Stockerau. Il entre en 1966 au petit séminaire de Hollabrunn, puis il étudie au Gymnasium (lycée) de Hollabrunn qu'il termine avec son baccalauréat en 1974. Il poursuit ses études de théologie à l'université de Vienne et à l'université de Salzbourg où il obtient une maîtrise (magister theologiae). Elle porte sur l'œuvre de la Légion de Marie auprès de la jeunesse de l'archidiocèse de Vienne.
Sur le conseil de son ancien professeur de religion, Hans Hermann Groër (futur cardinal et archevêque de Vienne), il entre à l'abbaye de Göttweig où il reçoit le nom de religion de Columban en l'honneur de saint Colomban, le 8 septembre 1976. Il prononce ses vœux de profès, le 8 septembre 1980, après avoir été ordonné prêtre le 10 août 1980 par Mgr Žak, évêque de Sankt Pölten.
Le P. Luser est nommé vicaire de Pfaffendorf en 1980 et chapelain de Göttweig l'année suivante, puis curé de Mautern en 1983. De 1981 à 1988, il est également professeur de religion à Krems. À partir de 1990, il est maître des novices de l'abbaye de Gottweig et dirige à partir de 1993 la maîtrise des petits chanteurs. Le P. Luser est également d'août 1987 à août 2002 le directeur spirituel de la Légion de Marie autrichienne. En 1998, il est nommé prieur de la maison Saint-Joseph à Maria Roggendorf et directeur de la maison d'exercices spirituels Saint-Altmannus à partir de 2001. Il est également nommé curé d'Unterbergern. Il administre aussi à titre provisoire la paroisse de Hofstetten-Grünau en 2004-2005.
Columban Luser est choisi comme prieur de l'abbaye de Göttweig, le 1er septembre 2007. Il remplace l'abbé Clemens Lashofer qui meurt le 6 juillet 2009. Il est élu pour lui succéder le 14 août 2009 pour un mandat de douze ans. Il choisit comme devise Deus communio est. Il reçoit la bénédiction abbatiale le 6 septembre 2009 des mains de Mgr Klaus Küng, évêque de St. Pölten, en l'abbatiale de Göttweig.